# Vriesea heterostachys
Vriesea heterostachys là một loài thuộc chi Vriesea. Đây là loài đặc hữu của Brasil.

## Giống
- Vriesea 'Burgundy Bubbles'
- Vriesea 'Highlights'
- Vriesea 'Little Dumplin
- Vriesea 'One Year'
- Vriesea 'Sweetheart'